# Уотсон, Джессика

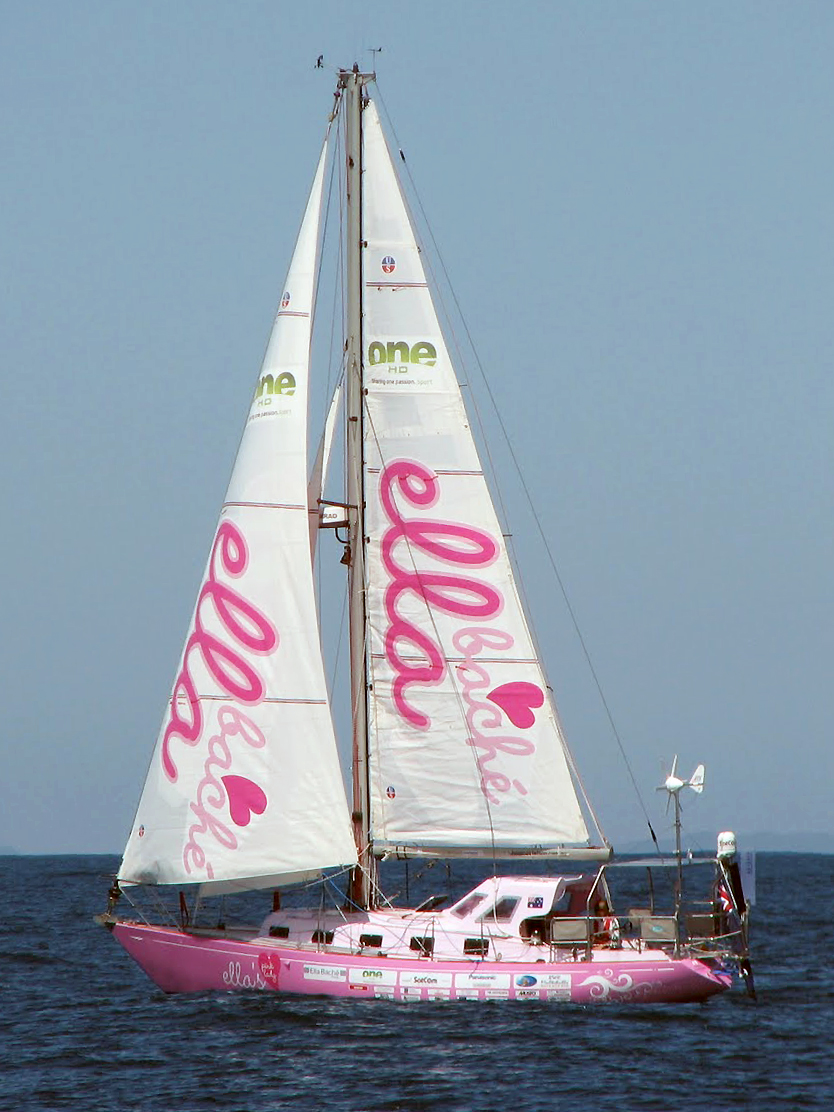
Розовая леди Эллы отправляется из Брисбена в Сидней

Дже́ссика Уо́тсон (англ. Jessica Watson; род. 18 мая 1993, Голд-Кост) — австралийская мореплавательница из города Будерим, Квинсленд, на май 2010 года самая молодая путешественница, совершившая кругосветное безостановочное путешествие.
В 2011 году она была признана «Молодой австралийкой года», а в 2012 получила медаль Ордена Австралии. 21 января 2012 года рекорд был побит другой яхтсменкой, Лаурой Деккер.

## Подготовка

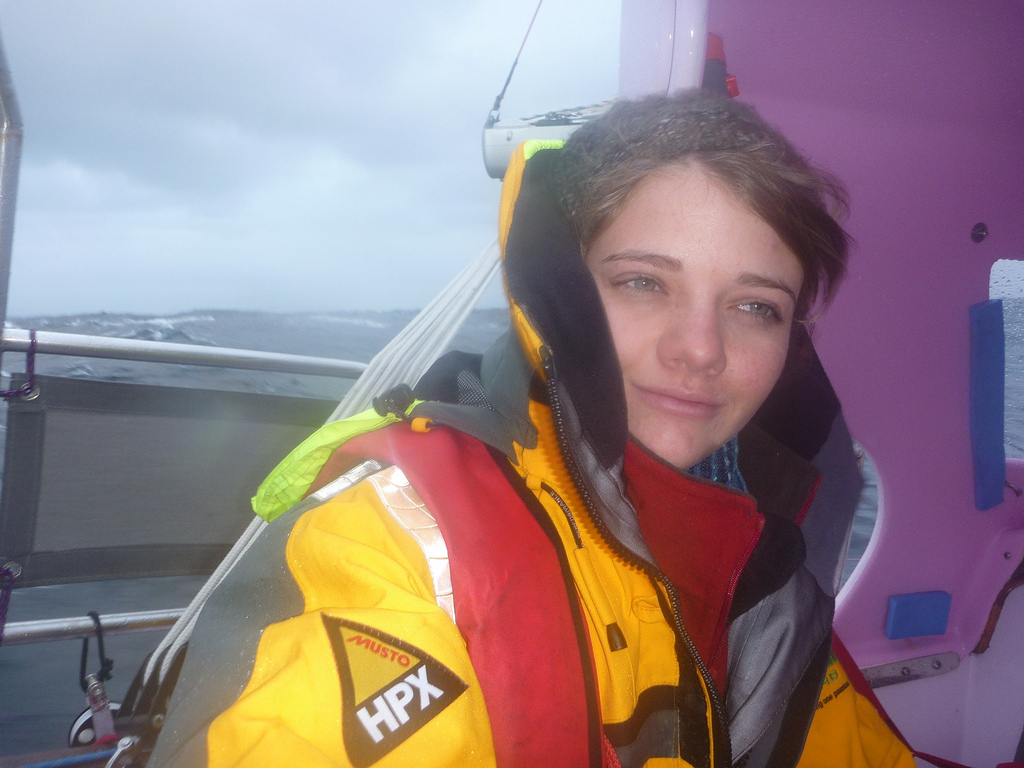
Уотсон проходит мыс Горн, 13 января 2010 года

Путешествие планировалось по следующему маршруту: Австралия — Новая Зеландия — Фиджи — Кирибати — Мыс Горн — Южная Африка — Австралия. Экватор, в соответствии с правилами кругосветных путешествий, должен был быть пересечён в районе острова Рождества.
Путешествие должно было быть безостановочным и без пополнения запасов, согласно нормам, установленным Международной федерацией парусного спорта (en:World Sailing Speed Record Council). Предыдущий рекорд, зарегистрированный федерацией, принадлежит австралийцу Джесси Мартину.
Запланированное время в пути — 8 месяцев, ожидаемая длина — 23 000 морских мили, время окончания — июнь 2010.

## Пробное плавание и авария
Перед тем, как отправиться в своё рекордное путешествие, Джессика Уотсон предполагала сделать пробный переход из Брисбена в Сидней. 9 сентября 2009, в первую ночь после выхода в море, её яхта столкнулась с 63,000-тонным грузовым судном «Silver Yang» и лишилась мачт. Путешественнице удалось сохранить контроль и вернуться в Саутпорт на моторной тяге.

## Путешествие
Путешествие длилось с 18 октября 2009 года по 15 мая 2010 года. Начальный и конечный пункт — Сидней. Экватор пересечён 19 ноября 2009 года около острова Джарвис.

## Книги
- 2012 — Сила мечты.